# Henri Micard
 (mars 2023).
Si vous disposez d'ouvrages ou d'articles de référence ou si vous connaissez des sites web de qualité traitant du thème abordé ici, merci de compléter l'article en donnant les références utiles à sa vérifiabilité et en les liant à la section « Notes et références ».
Henri Lucien Micard (1897-1966) est un instituteur français du XXe siècle, engagé dans l'éducation populaire, la pédagogie Freinet, le syndicalisme et l'espéranto.

## Biographie

### Jeunesse
Henri Micard naît à Paris 5e le 6 août 1897,. Fils d'un assistant-laborantin de l'institut Pasteur et d'une gouvernante, ses parents, qui - travaillant tous deux - pouvaient difficilement s'en occuper, l'envoient très tôt à la campagne chez ses grands-parents maternels, près de La Flèche (Sarthe).
Quand il est âgé de trois ans, ses parents quittent Paris pour venir s'installer en Sarthe. On attribue un poste à son père dans un laboratoire contrôlant la qualité de l'eau d'un nouvel aqueduc reliant un cours d'eau de l'Eure-et-Loir à Paris.
Malheureusement, à l'âge de presque 12 ans, il est victime d'un grave accident. Au retour d'une partie de chasse, un des compagnons de son père, voulant décharger son fusil, l'atteint d'un coup de feu au genou droit. Après les premiers soins, et une menace d'amputation causée par l'infection de la blessure, la jambe d'Henri est sauvée mais l'adolescent, opéré plusieurs fois, reste handicapé pendant de longs mois. Il reprend ses études, aidé de sa cousine Marie-Thérèse. Sa carrière d'ingénieur n'est plus envisageable, il décide de se tourner vers l'enseignement.

### Carrière
Henri Micard devient instituteur à Broglie en 1918. Le 6 août 1919, il épouse à Noyen-sur-Sarthe sa cousine, Marie-Thérèse Levrard, elle aussi institutrice.
Pendant sa carrière, Henri Micard est également secrétaire de mairie, créateur et animateur de foyers ruraux. Dans l'esprit de l'éducation populaire, en compagnie de sa femme, il montait des pièces de théâtre avec les jeunes ou les moins jeunes, organise des séances de cinéma dans sa classe, et grâce à de multiples activités, réussit à financer des voyages collectifs (peu de jeunes ruraux à cette époque avaient la chance de découvrir la mer). Le couple consacre la quasi-totalité de ses loisirs à ces activités, prenant peu de repos.

### Espéranto
Henri Micard est membre du mouvement « Freinet » (Institut Coopératif de l'École Moderne) ainsi que membre actif du SNI (Syndicat national des instituteurs). Dès 1921, ayant découvert l'espéranto, il se met à apprendre la langue. Et en 1934 il participe à « l'école d'été » organisée par Bourguignon en Bretagne. Dans les années suivantes est créé le GEE (Grupo de Esperantistaj Edukistoj, Groupe des Éducateurs Espérantistes) dont il est le secrétaire général. Après une interruption due à la Seconde Guerre mondiale, les « écoles d'été » reprennent, mais il devient malaisé de trouver un nouveau lieu de rencontre chaque année.
C'est la raison qui décide Henri Micard à rechercher un lieu pérenne qui soit le foyer culturel des enseignants espérantistes. Dans ce but, il lance la création d'une association, qui prend une existence légale le 16 septembre 1951.
En octobre, après le fiasco de divers autres projets, il trouve finalement le château de Grésillon et le visite. Surmontant quelques difficultés, l'association réussit à acquérir Grésillon. Au début de l'année 1952, la communauté espérantiste française a sa maison.
En 1953, il peut commencer à meubler la bâtisse, et peu à peu, le lieu devient un centre culturel connu et apprécié.
À partir de ces années-là, les époux Micard consacrent tout leur temps et leurs forces à la vie et au confort de Grésillon.

### Mort
Henri Micard meurt le 26 mai 1966. À la suite de ce décès, est rapidement publiée une petite brochure Naskiĝo de Esperanto-Domo, Kastelo Grésillon (Naissance d'une Maison de l'Espéranto, le Château de Grésillon). Riche d'une vingtaine de pages, illustrée de photos, cette brochure de Jean-Paul Guillot et Pierre Babin, disponible à l'association a été republiée en décembre 2009 sous le titre Vivo de Henri Micard.